# TV2 (马来西亚电视台)
TV2是马来西亚广播电视（RTM）的一个免费电视频道。

## 历史
TV2于1969年11月17日开播，2006年4月3日起24小时播出。频道以马来语、华语、英语和淡米尔语播出，节目内容包括新闻、儿童节目、娱乐、剧集和电影。
Astro自从1997年的频道是6，之后频道2，过后从2007年10月1日起转之频道102 (SD)
2018年5月10日，TV2现场直播新任首相马哈迪·莫哈末的宣誓就职仪式。
2019年4月1日起，TV2连同TV1和TV Okey三个数码频道myfreeview转换为1080i 16:9制式播出
2021年4月1日起，TV2连同TV1两个卫星频道Astro转换为1080i 16:9制式播出。
2024年7月1日，TV2《前线视窗》宣布，基于人事变动，节目制作被暂停，直至另行通知为止。
TV2播出的播放国歌将每日 06:00 - 06:02。

## 新闻節目
| 节目         | 备注           |
| ------------ | -------------- |
| 华语新闻     | TV2 - 同步直播 |
| 英语新闻     | TV2 - 同步直播 |
| 泰米尔语新闻 | TV2 - 同步直播 |

## 口號
- 1969年–1987年：Saluran Dunia Anda（你的世界頻道）
- 1987年-1990年：Teman Setia Anda （您的忠心朋友)
- 1990年–2004年7月31日：THE GOLDEN CHANNEL （黄金频道）
- 2004年8月–2008年12月：Saluran Famili Anda（你的家庭頻道）
- 2009年1月–今：TV2 - 快樂世界

## 争议

### 专题节目被腰斩
2011年1月31日，TV2 - 前线视窗 预定播出十集有关砂拉越1万名原住民遭逼迁的「巴贡水坝的社会影响」的专題节目，在已播出两集时突然被电视台总监下令抽起和停播。节目拍摄与制作人周泽南向新闻总监朱玛英山（Jumat Engson）访问时，朱玛英山透露「纪录片里面可能含有对诗巫补选和砂州州选不利的访谈和内容，所以必须停播。他不排除当“情况允许时”（州选过后），可能才允许播放」。不过电视台总监依不拉欣（Ibrahim Yahya）在接受《当今大马》电话询问时，矢口否认下达停播指令，并要记者反问周泽南证实。周泽南指出，如果诗巫补选和砂州州选因素可以成为停播的理由，国营电视台总监实行的就是「政治为先」的自我过滤和审查手段，彻底违背了新闻从业员的专业伦理和操守。